# Territorialkommando
Ein Territorialkommando war eine höhere Kommandobehörde im Territorialheer der Bundeswehr.
Folgende Territorialkommandos wurden ausgeplant:
- Territorialkommando Schleswig-Holstein (1969–1994)
- Territorialkommando Nord (1969–1994)
- Territorialkommando Süd (1969–1994)
- Territorialkommando Ost bzw. Korps / Territorialkommando Ost (1991–1995)

## Geschichte

### Aufstellung (Heeresstruktur III)

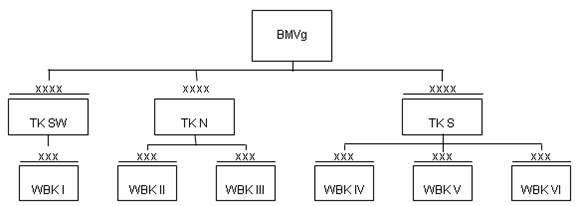
Gliederung des Territorialheeres 1969–1992

Bis 1969 war das Kommando Territoriale Verteidigung die oberste Kommandobehörde des Territorialheeres. 1969 wurde das Kommando Territoriale Verteidigung im Rahmen der Einnahme der Heeresstruktur III außer Dienst gestellt und zum 31. März 1970 aufgelöst. Das Konzept einer eigenständigen Teilstreitkraft unter nationaler Führung wurde aufgegeben. Stattdessen wurden die bisher dem Kommando Territoriale Verteidigung unterstellten Truppenteile in Masse dem Heer zugeordnet. Das Heer wurde fortan in das der NATO-Kommandostruktur eingegliederte Feldheer und das Territorialheer unter nationalem Kommando unterteilt. Viele der bisherigen Aufträge wurden den Kommandobehörden im Heer übertragen, insbesondere den 1969 neu aufgestellten Territorialkommandos Schleswig-Holstein, Nord und Süd.
Die räumliche Verantwortung der Territorialkommandos umfasste jeweils den Bereich einer Heeresgruppe und erstreckte sich auf mehrere Bundesländer. Die Territorialkommandos unterstanden truppendienstlich dem Inspekteur des Heeres bzw. dem Führungsstab des Heeres. Auch im Verteidigungsfall waren die Territorialkommandos nicht in die NATO-Kommandostruktur integriert, sondern unterstanden dem nationalen Befehlshaber. Den Territorialkommandos unterstanden mit den Heimatschutzkommandos infanteristische Großverbände, die örtlich und zeitlich begrenzt zur Gefechtsführung im rückwärtigen Gebiet befähigt waren.

### Heeresstruktur IV
Mit der Heeresstruktur IV wurden die seit 1970 bestehenden teilaktiven Heimatschutzkommandos in sechs Heimatschutzbrigaden umgewandelt und sechs weitere nicht aktive Heimatschutzbrigaden aufgestellt. Damit erhielt das Territorialheer erstmals zur eigenständigen Gefechtsführung befähigte teilmechansierte Brigaden, die mobil als Reserve gegen feindliche Truppen eingesetzt werden konnten. 1985 erreichte das Territorialheer seinen größten Umfang mit rund 64.000 Soldaten. Es sollte nach Mobilmachung auf etwa 450.000 Mann anwachsen. Mitte der 80er Jahre wurden zusätzliche Unterstützungskommandos aufgestellt. Sie sollten als logistisches Rückgrat für die eingeplanten VS-Verstärkungen aus Übersee dienen. Diese Einheiten entstanden aus dem Wartime Host Nation Support Programm. Die rechtliche Grundlage bildete ein Abkommen mit den Vereinigten Staaten vom 15. April 1982. Der Truppentransport über den Atlantik wurde im Rahmen der REFORGER-Übungen jährlich trainiert.

### Heeresstruktur V

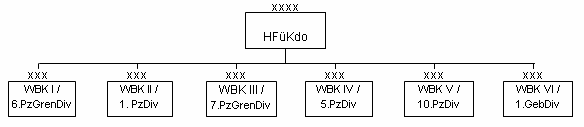
Gliederung des Territorialheeres in Westdeutschland in der nachgesteuerten Heeresstruktur V

In der Heeresstruktur V Anfang der 90er Jahre wurde das Territorialheer in Folge des Ende des Kalten Krieges deutlich reduziert. In Ostdeutschland wurde das Territorialkommando Ost neu aufgestellt. Geplant war die Zusammenlegung der Stäbe und Verbände des Feld- und Territorialheeres. Die Territorialkommandos und Korps bzw. die Divisionen und Wehrbereichskommandos sollten in der Friedensgliederung fusionieren. Diese Zusammenlegung wurde nur ansatzweise realisiert. Auf Ebene der Korps/Territorialkommandos wurde nur die Fusion Korps/ Territorialkommando Ost durchgeführt aber bald darauf rückgängig gemacht. Stattdessen wurden alle Territorialkommandos bis 1995 außer Dienst gestellt. Die fusionierten Divisionen/Wehrbereichskommandos wurden direkt dem Heeresführungskommando unterstellt.

## Übersicht über die Territorialkommandos

### Territorialkommando Schleswig-Holstein

Verbandsabzeichen Territorialkommando Schleswig-Holstein

Das Territorialkommando Schleswig-Holstein war das Territorialkommando im Wehrbereich I. Von 1969 bis 1994 war der Stab des Territorialkommandos zugleich der Stab des Wehrbereichskommandos I. Dieser Wehrbereich umfasste die Länder Hamburg und Schleswig-Holstein. Sitz des Stabes war Kiel. Anders als die Kommandobereiche der anderen Territorialkommandos lag sein Wehrbereich nicht im Bereich der Allied Forces Central Europe (AFCENT) sondern war dem Bereich der Allied Forces Northern Europe (AFNORTH) zugeordnet. Der Befehlshaber des Territorialkommandos war gleichzeitig „Deutscher Bevollmächtigter im Bereich Allied Forces Northern Europe“. Das Territorialkommando unterstützte vorrangig die deutschen Truppenteilen des deutsch-dänischen Hauptquartiers der Alliierten Landstreitkräfte Schleswig-Holstein und Jütland (LANDJUT).
Das Territorialkommando Schleswig-Holstein wurde 1969 aufgestellt und 1994 aufgelöst. Aufgaben der territorialen Verteidigung des Territorialkommandos Nord wurden dem fusionierten „Wehrbereichskommando I / 6. Panzergrenadierdivision“ übertragen.

### Territorialkommando Nord
Das Territorialkommando Nord war das Territorialkommando im Bereich der Northern Army Group (NORTHAG) bzw. in den Wehrbereichen II und III. Diese beiden Wehrbereiche umfassten die Länder Niedersachsen, Nordrhein-Westfalen und Bremen. Sitz des Stabes war das JHQ Rheindahlen in Mönchengladbach.
Das Territorialkommando Nord wurde 1969 aufgestellt und 1994 aufgelöst. Aufgaben der territorialen Verteidigung des Territorialkommandos Nord wurden den fusionierten Wehrbereichskommando II / 1. Panzerdivision sowie dem Wehrbereichskommando III / 7. Panzerdivision übertragen.

### Territorialkommando Süd

Verbandsabzeichen Territorialkommando Süd

Das Territorialkommando Süd war das Territorialkommando im Bereich der Central Army Group (CENTAG) bzw. in den Wehrbereichen IV, V und VI. Diese drei Wehrbereiche umfassten die Länder Hessen, Rheinland-Pfalz, Saarland, Baden-Württemberg und Bayern. Sitz des Stabes war Heidelberg.
Das Territorialkommando Süd wurde 1969 aufgestellt und 1994 aufgelöst. Aufgaben der territorialen Verteidigung des Territorialkommandos Süd wurden den fusionierten Wehrbereichskommando IV / 5. Panzerdivision, Wehrbereichskommando V / 10. Panzerdivision sowie dem Wehrbereichskommando VI / 1. Gebirgsdivision übertragen.

### Territorialkommando Ost (Korps / Territorialkommando Ost)
Das Territorialkommando Ost wurde nach der Wiedervereinigung zur Führung der Wehrbereiche VII und VIII neu aufgestellt. Diese beiden Wehrbereiche umfassten die Länder Mecklenburg-Vorpommern, Sachsen, Thüringen, Brandenburg, Sachsen-Anhalt und Berlin. Sitz des Stabes war Potsdam. Anders als in Westdeutschland wurde die in der Heeresstruktur V vorgesehene Fusion der Korps und Territorialkommandos in Ostdeutschland durchgeführt, so dass das die territoriale Verteidigung in Ostdeutschland zwischen 1991 und 1995 durch das fusionierte „Korps / Territorialkommando Ost“ organisiert wurde.
Das Territorialkommando Ost wurde 1991 aufgestellt und 1995 aufgelöst. Aufgaben der territorialen Verteidigung des „Korps / Territorialkommando Ost“ wurden den fusionierten Wehrbereichskommando VII / 13. Panzergrenadierdivision sowie dem Wehrbereichskommando VIII / 14. Panzergrenadierdivision übertragen. Aus den Korpsanteilen entstand das IV. Korps.